# Dacus madagascarensis
Dacus madagascarensis är en tvåvingeart som beskrevs av White 2006. Dacus madagascarensis ingår i släktet Dacus och familjen borrflugor.
Artens utbredningsområde är Madagaskar. Inga underarter finns listade i Catalogue of Life.